# Klaus Tolksdorf
Klaus Tolksdorf (* 14. November 1948 in Gelsenkirchen) ist ein deutscher Jurist. Er war von 2008 bis 2014 Präsident des Bundesgerichtshofs (BGH) und ist Honorarprofessor an der Universität Münster. Ferner war er Ad-litem-Richter beim Internationalen Strafgerichtshof für das ehemalige Jugoslawien.

## Leben
Klaus Tolksdorf ist der Sohn des ehemaligen Vizepräsidenten des Bundeskriminalamtes, Herbert Tolksdorf.
Geboren in Gelsenkirchen und aufgewachsen zunächst in Münster, absolvierte er aufgrund des Amtssitzes seines Vaters das Abitur in Wiesbaden. Danach besuchte er in Münster die Polizeischule. Noch während seiner Zeit im Polizeidienst des Landes Nordrhein-Westfalen begann er an der Rheinischen Friedrich-Wilhelms-Universität Bonn ein Studium der Rechtswissenschaften.
In der Referendariatszeit und ab 1978 als Richter war er am Landgericht Bonn und am Landgericht Münster tätig, später als Richter am Oberlandesgericht Hamm. Dazwischen war er als wissenschaftlicher Mitarbeiter an den Bundesgerichtshof und an das Bundesverfassungsgericht abgeordnet.
Seine Dissertation legte er 1988 bei dem als liberal geltenden Strafrechtsprofessor Gerald Grünwald über das Thema Mitwirkungsverbot für den befangenen Staatsanwalt vor und wurde von der dortigen Fakultät promoviert. Nachdem er seit 1994 zunächst als Lehrbeauftragter an der Universität Münster tätig war, ist er seit 1999 dort Honorarprofessor.
Dem BGH gehörte Tolksdorf seit 1992 an, zunächst dem 4. Strafsenat und seit 1995 auch dem Großen Senat für Strafsachen. 1997 wurde er zugleich Präsidialrichter. Im Herbst 2001 wurde er Vorsitzender Richter am 3. Strafsenat des Bundesgerichtshofes. Unter seiner Leitung hatte der Senat unter anderem über die Revisionsverfahren gegen Mitglieder der „Hamburger Zelle“ wegen der Terroranschläge vom 11. September 2001 sowie im Mannesmann-Prozess zu entscheiden. 
Am 24. August 2005 wurde er durch die UN-Generalversammlung zum Ad-litem-Richter beim Internationalen Strafgerichtshof für das ehemalige Jugoslawien in Den Haag gewählt.
Mit Wirkung zum 1. Februar 2008 wurde Tolksdorf als Nachfolger von Günter Hirsch zum Präsidenten des Bundesgerichtshofs ernannt und am 31. Januar 2008 von Bundesjustizministerin Brigitte Zypries in dieses Amt eingeführt. Als Präsident war Tolksdorf kraft Gesetzes Vorsitzender der Großen Senate des Bundesgerichtshofs und des Anwaltssenats. Zudem übernahm er, einer längeren Tradition entsprechend, den Vorsitz im Kartellsenat. 
Mit Wirkung zum 1. Januar 2013 gab er im Zusammenhang mit dem Streit um den Vorsitz des 2. Strafsenats den Vorsitz im Kartellsenat auf und schloss sich erneut dem 3. Strafsenat an, bis er am 1. Juli, nach Beilegung des Streits und Ernennung neuer Vorsitzender Richter für den 1., 2. und 4. Strafsenat, wieder den Vorsitz im Kartellsenat übernahm.
In einem Beitrag im Spiegel wird Tolksdorf in seiner Funktion als Präsident des Bundesgerichtshofs mit einem Gutsherrn verglichen; ein Bundesrichter befürchte deshalb einen „Ansehensverlust“ des höchsten deutschen Zivil- und Strafgerichts, ein anderer spreche von einer „Schande“. 2019 erhob auch der Bundesrichter Andreas Mosbacher Vorwürfe gegen Tolksdorf, der „offensichtlich unverhohlen“ Einfluss auf die Wahl von BGH-Richtern genommen und ihm nicht genehme Kandidaten „inquistorisch“ befragt habe.
Ende Januar 2014 trat Tolksdorf in den Ruhestand. Seine Nachfolgerin an der Spitze des Bundesgerichtshofs wurde Bettina Limperg.
Tolksdorf ist verheiratet und hat drei erwachsene Kinder.